# Провиденс (Јута)
Провиденс (енгл. Providence) град је у америчкој савезној држави Јута.

## Демографија
По попису из 2010. године број становника је 7.075, што је 2.698 (61,6%) становника више него 2000. године.
| Група             | 2000.         | 2010.         |
| Белци             | 4.217 (96,3%) | 6.645 (93,9%) |
| Афроамериканци    | 6 (0,1%)      | 9 (0,1%)      |
| Азијати           | 23 (0,5%)     | 68 (1,0%)     |
| Хиспаноамериканци | 90 (2,1%)     | 236 (3,3%)    |
| Укупно            | 4.377         | 7.075         |